# Kalyra goparinga
Kalyra goparinga är en insektsart som beskrevs av Otte, D. och R.D. Alexander 1983. Kalyra goparinga ingår i släktet Kalyra och familjen Mogoplistidae. Inga underarter finns listade i Catalogue of Life.